# Philodendron conforme
Philodendron conforme är en kallaväxtart som beskrevs av George Sydney Bunting. Philodendron conforme ingår i släktet Philodendron och familjen kallaväxter. Inga underarter finns listade.